# Al-Suqaylabiyya

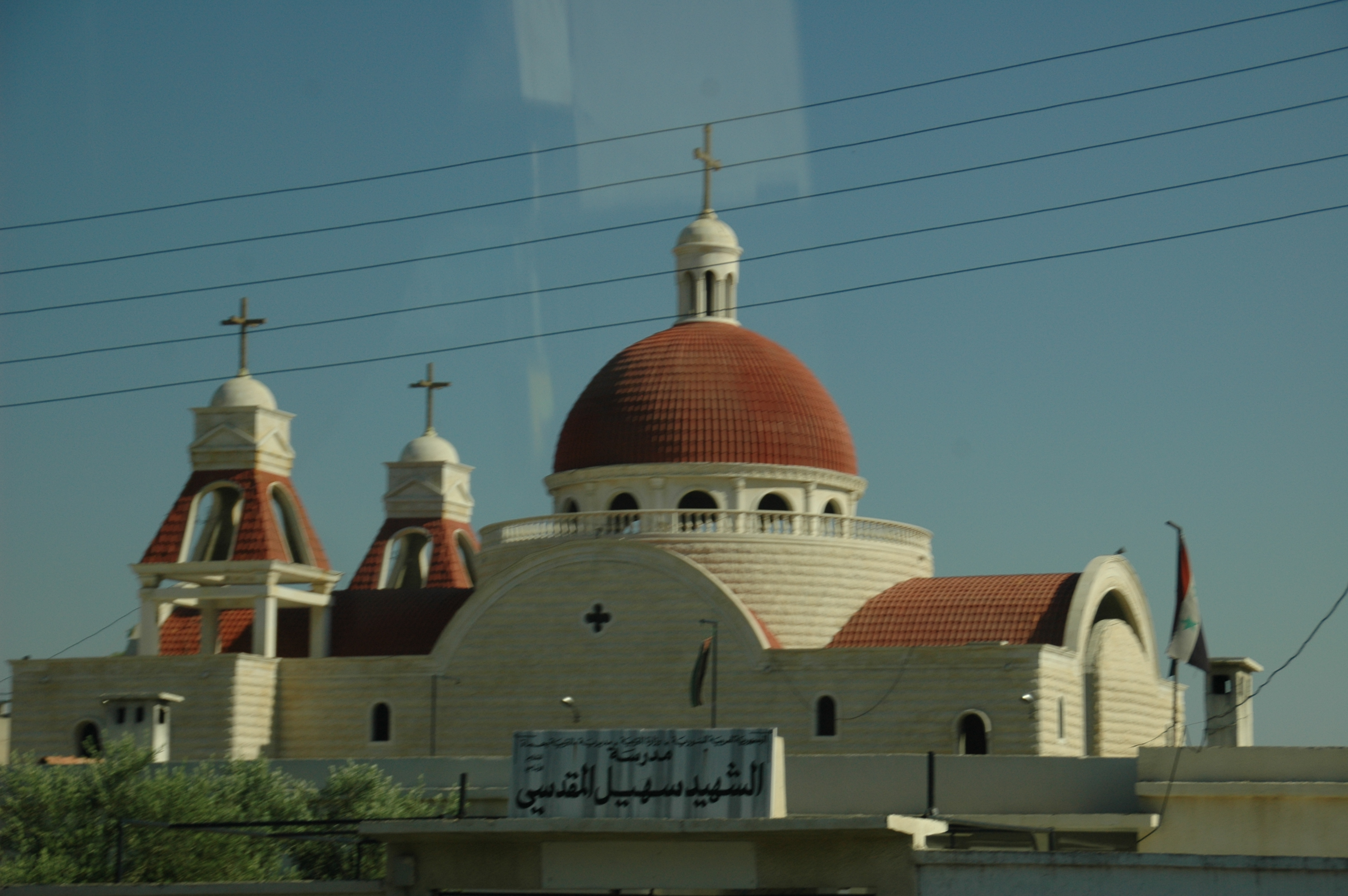
Monuments syriens

Al-Suqaylabiyya (arabe : السقيلبيه, prononcée as-Suqailabiyya) est une ville de Syrie dont la population est constituée en majorité de chrétiens orthodoxes orientaux, appartenant administrativement au Gouvernorat de Hama. Al-Suqaylabiyya est située à une altitude de 220 mètres au-dessus du niveau de la mer. Selon le recensement officiel de 2004, la ville avait une population de 17 313 habitants.

## Histoire
Le nom remonte à l'ancienne Seleucia ad Belum, une ville fondée à l'époque hellénistique par Séleucos Ier Nicator et qui était située presque au même endroit. Le site a été abandonné au cours du Moyen Âge et repeuplé par des chrétiens orthodoxes syriens au début du XIXe siècle. En 1860, pendant la guerre confessionnelle au Levant ottoman, des tribus de Bédouins locaux ont attaqué al-Suqaylabiyya.
Pendant la guerre civile syrienne, Al-Suqaylabiyya est tenue en main depuis 2013 par une milice chrétienne, Quwat al-Ghadab (« Forces de la rage »), dépendant de la Garde républicaine syrienne dans le camp du régime de Bachar al-Assad. Quwat al-Ghadab affirme avoir participé à plusieurs batailles dans le nord-ouest de la Syrie et avoir eu 163 « martyrs » entre 2013 et 2016.